# Mogadouro

Localisation de Mogadouro

Mogadouro est une municipalité (en portugais : concelho ou município) du Portugal, située dans le district de Bragance et la région Nord.

## Géographie
|                 | Macedo de Cavaleiros, Vimioso               | Miranda do Douro |
| Alfândega da Fé | Mogadouro                                   |                  |
|                 | Freixo de Espada à Cinta, Torre de Moncorvo | Espagne          |

## Histoire
Le château de Mogadouro (pt) construit entre 1160 et 1165 fut le siège d'une commanderie de l'ordre du Temple puis de l'ordre du Christ.
Le statut de municipalité a été reconnu par une charte octroyée par le roi Alphonse III le 27 décembre 1272.

## Démographie
| 1801  | 1849   | 1900   | 1930   | 1960   | 1981   | 1991   | 2001   | 2004   |
| ----- | ------ | ------ | ------ | ------ | ------ | ------ | ------ | ------ |
| 6 193 | 10 607 | 17 558 | 16 739 | 19 571 | 15 340 | 12 188 | 11 235 | 10 792 |

| 2011  | - | - | - | - | - | - | - | - |
| ----- | - | - | - | - | - | - | - | - |
| 9 542 | - | - | - | - | - | - | - | - |

## Subdivisions
La municipalité de Mogadouro groupe 28 paroisses (freguesia, en portugais) :
- Azinhoso
- Bemposta
- Bruçó
- Brunhoso
- Brunhozinho
- Castanheira
- Castelo Branco
- Castro Vicente
- Meirinhos
- Mogadouro
- Paradela
- Penas Róias
- Peredo da Bemposta
- Remondes
- Saldanha
- Sanhoane
- São Martinho do Peso
- Soutelo
- Tó
- Travanca
- Urrós
- Vale da Madre
- Vale de Porco
- Valverde
- Ventozelo
- Vila de Ala
- Vilar de Rei
- Vilarinho dos Galegos